# 500 Selinur
500 Selinur este un asteroid din centura principală, descoperit pe 16 ianuarie 1903, de Max Wolf.